# Americana (musik)
Americana är folkmusik och traditionell musik från USA, och kan sägas inkludera stilar som folkmusik, countryblues, bluegrass, alternativ country, rockabilly, rotrock och heartland rock.

## Artister
Följande artister kan sägas representera genren:
| - Bob Dylan - Bruce Springsteen - Dave Alvin - Emmylou Harris - Gillian Welch - Grateful Dead - Jim Lauderdale - Joan Baez - Kimmie Rhodes - Lucinda Williams - Martin Zellar - Michelle Shocked - Neil Young | - Otis Johnson Band - Ryan Adams - Son Volt - Steve Earle - Susan Cowsill - The Band - The Derailers - The Creekdippers - The Jayhawks - The Stray Birds - Tom Russell - Uncle Tupelo - Victoria Williams - Will Oldham (eller Bonnie "Prince" Billy) |